# Tonjiru
Tonjiru eller butajiru (豚汁, とん汁, とんじる, bogst. "svinekødssuppe") er en japansk suppe af svinekød og grøntsager, der krydres med miso-pasta. I forhold til almindelig misosuppe er tonjiru mere vægtig med en større mængde og righoldighed af ingredienser.
Tonjiru laves normalt med meget tyndt skårne stykker svinekød og grøntsager, der koges i dashi (japansk fiskeafkog) og krydres med opløst miso. Andre udbredte ingredienser er gobou (Glat Burre, i stil med skorzonerrod), konjac, tang, forårsløg, daikon (hvide radiser), gulerødder, tofu (også stegt tofu, kaldet aburaage), forskellige knolde (som kartofler, taro eller søde kartofler) og svampe (shiitake eller shimeji). Af og til benyttes der også let stegt bacon i stedet for svinekød.
De to forskellige navne for retten skyldes, at kanjien for svin, 豚, på japansk både kan læses som ton og buta. Navnet Butajiru er fremherskende i det vestlige Japan og Hokkaido, mens tonjiru er udbredt i det østlige Japan.
En variant af retten med sødekartofler, der blev serveret for skiløbere på vintersportsstederne i Niigata-præfekturet indtil ca. 1960, kaldtes for sukii-jiru ("skiløbersuppe").